# 小行星9428
小行星9428（9428 Angelalouise）是一颗绕太阳运转的小行星，为主小行星带小行星。该小行星于1996年2月26日发现。

## 轨道参数
小行星9428的轨道半长轴为2.7093076 UA，离心率为0.182。